# Посуховский сельский совет (Бережанский район)
Посуховский сельский совет (укр. Посухівська сільська рада) — входит в состав
Бережанского района
Тернопольской области
Украины.
Административный центр сельского совета находится в 
с. Посухов.

## Населённые пункты совета
- с. Посухов